# 켄트 벡
켄트 벡(Kent Beck, 1961년~ )은 미국의 소프트웨어 엔지니어이자, 협업적이고 반복적인 디자인 프로세스의 엄격한 사양을 삼가는 소프트웨어 개발 방법론인 익스트림 프로그래밍의 개발자이다. 애자일 소프트웨어 개발의 창설 문서인 애자일 선언문의 17명의 오리지널 서명인 가운데 한 명이었다.
현재 캘리포니아주 샌프란시스코에 거주하고 있으며 소셜 미디어 기업 페이스북에서 종사하였다.